# Пеккаринен, Тату
Та́ту Пе́ккаринен (фин. Tatu Pekkarinen, полное имя фин. Taavetti Pekkarinen (Тааветти Пеккаринен), псевдонимы фин. Ilmari Mäkitie (Илмари Мякитие), фин. R. Kainulainen (Р. Кайнулайнен), фин. Reino Raudus (Рейно Раудус), фин. Samu Kirjala (Саму Кирьяла) и фин. Erkki Salama (Эркки Салама); 6 декабря 1892, Куопио — 4 июля 1951, Хельсинки) — финский поэт-песенник, писатель, сценарист. В 1920-е годы был довольно популярным куплетистом, выступал в кафе и кинотеатрах.

## Биография
Пеккаринен происходил из области Саво; его перу принадлежит множество куплетов, написанных на саволаксском диалекте (например, Savonmuan Hilima). Он же создал образ Юсси Ютикайнена (Jussi Jutikainen), послуживший основой для многих позднейших интерпретаций «саволаксской темы» в финской культуре.
Немало куплетов Тату Пеккаринен написал в соавторстве с Матти Юрва: как правило, Юрва писал мелодию, а Пеккаринен сочинял слова. Нередко их совместные работы выходили в свет под коллективным псевдонимом Эркки Салама (Erkki Salama). В 1927 г. Пеккаринен гастролировал вместе с Матти Юрва в США: тогда же они записали свою первую пластинку.
Пеккаринен — автор многочисленных романов (Purnunpohjan kultajuhlat (1944) и Maailman kasvot (1945)), киносценариев (Kaksi Vihtoria (1939), Kaunis Veera eli prinsessa Armida (1950), On lautalla pienoinen kahvila (1952)); после Второй мировой войны писал пьесы для ревю-театра Punainen mylly («Красная мельница»).
Тату Пеккаринен сочинил слова примерно к 280 песням (для сравнения: музыку — к 28, сам записал 52 песни). Многие из них не теряют своей популярности до сих пор (например, Kaunis Veera, On lautalla pienoinen kahvila, Nikkelimarkka, Soita Humu-Pekka и Tää on vain maailmaa). Хотя Пеккаринен известен прежде всего своими юмористическими текстами, его перу принадлежат и такие серьёзные лирические тексты, как Väliaikainen, Souvaripoikia и Pieni sydän.
За пределами финноязычной аудитории более известны, впрочем, его куплеты военных времён — такие, как Luulot pois, Mannerheimin linjalla, политической сатирой на СССР времён Советско-финской войны «Njet Molotoff» и др.